# قائمة رؤساء هيرشبيلي
رئيس هيرشبيلي هو الرئيس التنفيذي لولاية هيرشبيلي، وهي ولاية اتحادية في جمهورية الصومال الفيدرالية، تم انتخاب الرئيس من قبل الهيئة التشريعية في الولاية.

## قائمة رؤساء هيرشبيلي
| الصورة | الصورة              | اسم                   | مدة المنصب     | مدة المنصب     | نائب الرئيس        | التحزب السياسي |
|        | محافظ هيران         | محافظ هيران           | محافظ هيران    | محافظ هيران    | محافظ هيران        | محافظ هيران    |
| ------ | ------------------- | --------------------- | -------------- | -------------- | ------------------ | -------------- |
|        |                     | محمود عبدي جاب        | 2011           | 2014           |                    | مستقل          |
|        | رئيس ولاية هيرشبيلي |                       |                |                |                    |                |
| 1      |                     | علي عبدالله عسوبلي    | 17 أكتوبر2016  | 14 أغسطس 2017  | بري آدم شري هيرالي | مستقل          |
| -      |                     | علي عبدالله حسين مؤقت | 14 أغسطس 2017  | 16 سبتمبر 2017 |                    | مستقل          |
| 2      |                     | محمد عبدي واري        | 16 سبتمبر 2017 | 2 نوفمبر 2020  | علي عبدالله حسين   | مستقل          |
| 3      |                     | علي عبدالله حسين      | 12 نوفمبر 2020 | حالي           | يوسف أحمد          | مستقل          |